# Pierre des Gottettes
Die Pierre des Gottettes (auch Pierre à cupules les Gottettes oder Pierre Gravée genannt) ist ein über 2,0 m hoher, mit präkeltischen Ritzungen versehener Findling. Er liegt im gleichnamigen Wald, im Tal des Nozon, unweit von Romainmôtier-Envy südlich von Croy im Kanton Waadt in der Schweiz.
Dargestellt sind ein Tier, einige Schälchen und ein oder zwei Personen. Wahrscheinlich liegen mehrere Gravuren übereinander.